# Sabine Jahn
Sabine Jahn (n. 27 iunie 1953, Neuruppin, Brandenburg, Germania) este o canotoare ce a reprezentat Republica Democrată Germană, medaliată olimpică. A participat la o ediție a Jocurilor Olimpice (1976) în care a câștigat o medalie de argint.

## Participări
Lista de mai jos prezintă principalele competiții la care a participat Sabine Jahn de-a lungul carierei.
- rowing at the 1976 Summer Olympics – women's double sculls[*][4]